# Chiesa di Sant'Omobono (Catanzaro)
La chiesa di Sant'Omobono è un luogo di culto cattolico di Catanzaro.

## Storia
La leggenda narra che la chiesa venne costruita sopra un  Tempio del Sole, nella parte occidentale di Catanzaro.

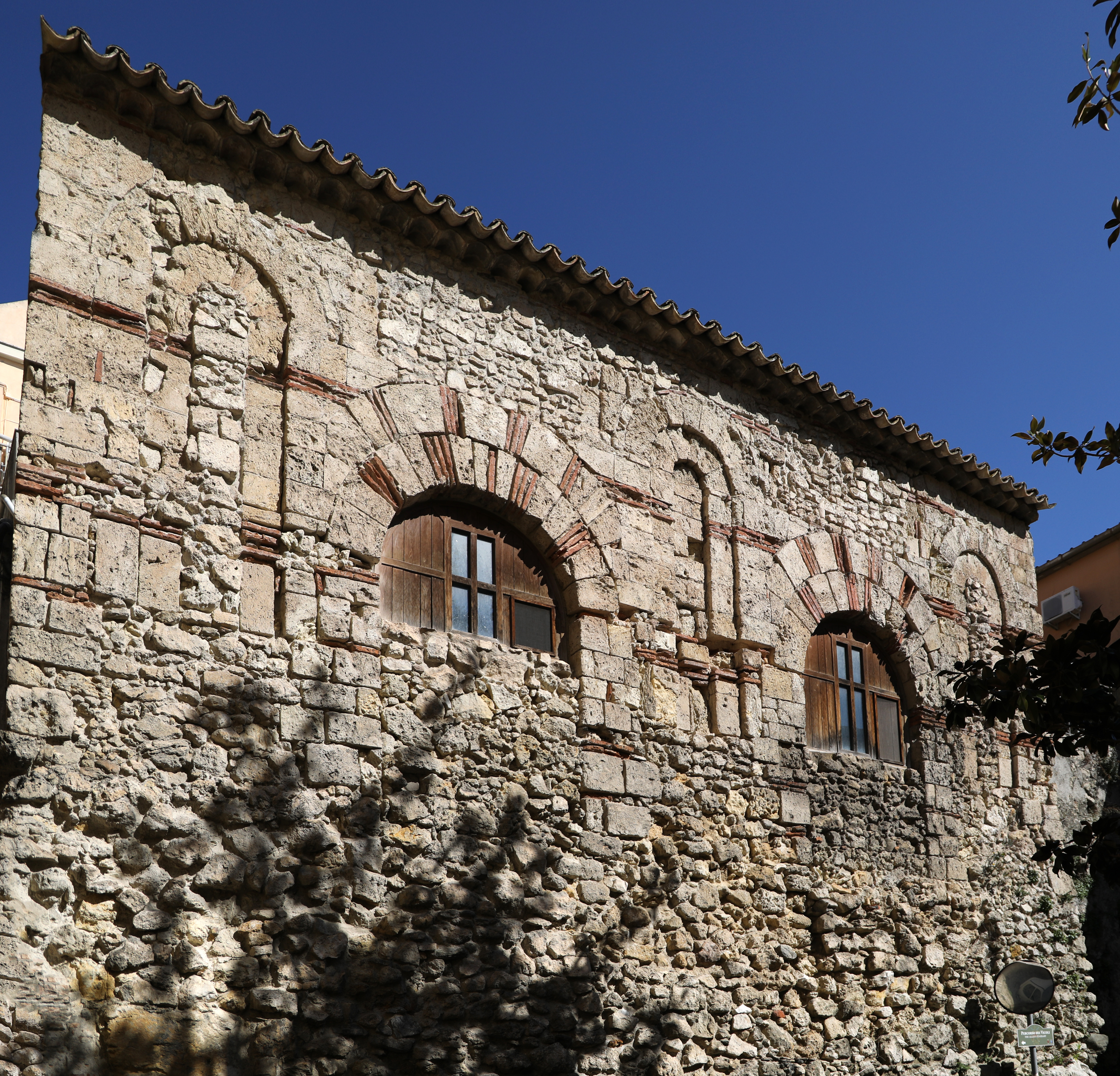
Decorazioni nella fiancata laterale

In origine era legata al rito greco-ortodosso di Costantinopoli.
A livello strutturale, a causa dei notevoli danni dei terremoti del 1744, 1783 e del 1832, ci furono molte ristrutturazioni. Tali rimaneggiamenti della chiesa sono tutt'oggi visibili, in quanto il lato sinistro risulta più corto del destro.
Durante il Regno di Napoli, l'edificio fu sequestrato e adibito a deposito per le munizioni, mentre nel Regno delle Due Sicilie, venne comprato da Luigi Varano per 320 ducati. Nel 1999, per merito dell'arcivescovo di Catanzaro-Squillace, la chiesa passa sotto la proprietà della Curia, venendo riconsacrata nel 2002.
Alcuni scavi archeologici hanno permesso di riportare alla luce numerosi reperti, tra cui diverse sepolture, delle monete del XVII secolo e delle ceramiche.
Fu la sede della  Congrega dei Sarti, e ad oggi è il luogo di culto più antico del capoluogo calabrese., operante dal XVII secolo.
All'interno della chiesa vi è custodita una reliquia di sant'Omobono.
A questa chiesa è legata la leggenda della setta del Curatolo, organizzazione criminale formata dai peggiori criminali della zona, operante nel XIX secolo, che con raggiri avvicinavano le vittime che venivano portate presso la chiesa, dove venivano uccise e seppellite.

## Descrizione
La struttura della chiesa si presenta ad aula unica e a pianta rettangolare con sei arcate poste intorno al perimetro dell'edificio in stile normanno-bizantino.
L'ingresso è preceduto da una gradonata ed è sormontato da un arco con doppio giro di conci, che a sua volta è sovrastato da una trifora, oggi murata. Alla destra dell'ingresso vi è una monofora cieca.
Nel lato destro della chiesa vi sono degli archi composti da conci e laterizi intervallati da tre monofore.